# International Association of Nitrox and Technical Divers
Die International Association of Nitrox and Technical Divers (IANTD) ist eine internationale Tauchorganisation und Zertifizierungsvereinigung technischer Taucher, die sich auf die Verwendung von Nitrox, Trimix und Rebreathers spezialisiert hat. Ihr Sitz ist in den USA.
Der Verband wurde 1985 unter dem Namen International Association Of Nitrox Divers (IAND) gegründet. Dick Ruthkowski (bis 1985 Dive Supervisor bei der National Oceanic and Atmospheric Administration) wollte mit der Gründung von IAND den Bedarf nach der Ausbildung und Einführung von Mischgastauchen für private Taucher abdecken. Es sollten die Vorteile von Nitrox und sichere Dekompressionsprozeduren vermittelt werden.
Diese Techniken und Ausrüstung ermöglichen es, in größere Tiefen vorzudringen, um Rekorde zu brechen und Höhlen und Wracks zu erkunden. Diese sehr spezialisierte Zertifizierungsstelle ist eine Pionieragentur im technischen Tauchen.
1991 wurde der Name der Organisation in International Association of Nitrox and Technical Divers geändert, um das Engagement im Tech-Tauchbereich zu spiegeln.
Im Jahr 1992 akzeptierte die National Association of Underwater Instructors (NAUI) als erste etablierte US-Behörde IANTD-Qualifikationen, und die Sub-Aqua Association (SAA) erkannte 1993 als erste britische Agentur IANTD-Zertifizierungen an. Im Jahr 2000 führte IANTD ein Freitauchprogramm ein, das von Divetech Ltd. aus Grand Cayman entwickelt wurde. Am 7. Januar 2016 erkennt IANTD als erste Agentur der Tauchbranche digital validierte Logbücher als offiziellen Nachweis der Taucherfahrung an und erklärt den Anbieter Diviac aus der Schweiz zu seinem offiziellen digitalen Logbuch.
Im März 2018 erneuerte IANTD seine ISO-Zertifizierung. Ebenfalls 2018 wurde IANTD in das Standardisierungskomitee United States RSTC aufgenommen.